# Nick Glennie-Smith
Nick Glennie-Smith, född 3 oktober 1951 i London, England, är en brittisk kompositör.
Glennie-Smith har bland annat skrivit musiken till filmen The Rock (tillsammans med Hans Zimmer).

## Filmografi (urval)
- 1993 – Cool Runnings (tilläggskompositioner)
- 1996 – Stolen Hearts
- 1996 – The Rock
- 1997 – Ensam hemma 3
- 1998 – Mannen med järnmasken
- 1998 – Lejonkungen II - Simbas skatt
- 2001 – Attila - Krigarfolkets härskare (TV-film)
- 2002 – We Were Soldiers
- 2004 – Ella den förtrollade